# صخر بركاني
الصخور البركانية هي نوع من أنواع الصخور التي تشكلت من الحمم المقذوفة من البراكين، ولذلك تختلف عن الصخور النارية أنها من أصل بركاني. تتكون من نوعين اثنين أساسيين هما المكسر والمعروف علميا باسم الصخر البركاني الفتاتي وغير المكسر والمعروف علمياً بغير الفتاتي. يتكون النوع الأول عندما يقذف البركان الصخور من داخل الأرض أثناء ثورانه، وهذة الصخور تكون ساخنة جداً ولكن عند ارتطامها بالأرض تتماسك وتكون الصخر أو ما يعرف ب(الحرة) أو علميا بالحممم البركانية. أما النوع الثاني فيتكون عندما يقذف البركان، ولكن يتغير شكلها عندما تبرد فتتكسر.